# 平田豊 (実業家)
平田 豊（ひらた ゆたか、1925年5月13日 - ）は、日本の経営者。東京都出身。

## 経歴
1948年に京都帝国大学法学部法学科を卒業し、同年に三和銀行に入行。1970年11月に取締役を就任し、常務、専務を歴任。
1977年9月にユニチカ副社長に就任し、1982年4月には社長に昇格。社長在任時には、経営の再建に尽力した。1989年6月から1993年6月までに会長を務めた。
1989年4月から1年間日本紡績協会会長を務めた。